# Jan Rezek
Jan Rezek (* 5. května 1982 v Teplicích) je český fotbalový útočník či záložník a bývalý reprezentant. Kariéru završil v B-týmu FK Teplice, kde se začal věnovat i trénování. V současnosti působí jako asistent Zdenka Frťaly u teplického A-mužstva.
Účastník EURA 2012. Mimo ČR působil na klubové úrovni v Rusku, Číně a na Kypru.

## Klubová kariéra
Jan Rezek je odchovancem FK Teplice. Na začátku profesionální kariéry krátce hostoval v FC Chomutov, odkud se v srpnu 2002 vrátil do Teplic, kde začal hrát v prvním týmu. Zejména díky velmi dobrým výkonům mužstva v Poháru UEFA zde prožil prozatím asi nejlepší období své kariéry, proto také přestoupil do Sparty, kde se však téměř neprosadil, a tak odešel do ruského FK Kubáň Krasnodar, odkud se na začátku sezóny 2006/07 vrátil do Gambrinus ligy do FC Viktoria Plzeň. Tam však odehrál jen několik zápasů a 11. září 2006 se vrátil do Sparty, ovšem jen na hostování. Poté byl na ročník Gambrinus ligy 2007/08 poslán na hostování do Bohemians 1905. V roce 2008 byl koupen do mužstva FC Viktoria Plzeň.
8. července 2010 nastoupil v dresu Plzně k historicky prvnímu zápasu Českého Superpoháru, který sehrávají mistr ligy (tehdy AC Sparta Praha) a vítěz národního poháru (Viktoria Plzeň). Trofej vyhrála pražská Sparta, utkání skončilo výsledkem 1:0. V roce 2011 získal s klubem FC Viktoria Plzeň historicky první titul tohoto klubu (za existenci rovných 100 let) a stal se tak mistrem 1. české ligy. Se svými 11 góly se umístil v tabulce nejlepších střelců Gambrinus ligy 2011 na šestém místě a také byl na osmém místě v počtu odehraných minut v této sezóně (2387).[zdroj?]

### Anorthosis Famagusta
V létě 2011 odešel na hostování do kyperského klubu Anorthosis Famagusta. Po sezóně 2011/12 se hostování změnilo v přestup.
7. října 2012 v 5. ligovém kole se jedním gólem podílel na výhře Anorthosis nad AEL Limassol 2:0, díky čemuž se jeho klub posunul do čela kyperské ligy. Byl to jeho 4. gól sezóny, přičemž se trefil potřetí v řadě. 1. prosince 2012 se prosadil ve 36. minutě opět proti AEL Limassol (jeho 9. branka sezóny), zápas skončil remízou 1:1.

### Čchang-čchun Ja-tchaj
Před sezonou 2013/2014 Famagustu po dvou letech opustil a zamířil do čínského Čchang-čchun Ja-tchaj. Střelecký debut v čínské lize zažil během 17. kola v červenci, kdy mírnil skóre na konečnou porážku 2:3 s Šan-tung Lu-neng. Po půl roce v mužstvu skončil. Za tým nastoupil k 14 střetnutím v nichž vstřelil 3 branky.

### FC Viktoria Plzeň (druhý návrat)
7. března 2014 se podruhé vrátil do Viktorie Plzeň, kde podepsal amatérskou smlouvu, protože již skončilo zimní přestupové období. V mužstvu podepsal půl roční kontrakt. Za tým nemohl na jaře nastoupit k střetnutím Evropské ligy. Poprvé od návratu nastoupil v ligovém utkání 9. března 2014 ve šlágru s AC Sparta Praha, dostal se na hrací plochu v průběhu druhého poločasu. Viktoria prohrála 0:1 a ztrácela ze druhého místa na svého konkurenta (Spartu) 8 bodů. V sezoně 2013/14 skončil s Plzní na 2. místě v 1. české lize i v českém poháru. Nastoupil celkem ke 4 ligovým zápasům, branku nedal.

### Apollon Limassol
Před sezonou 2014/15 se dohodl na dvouletém kontraktu s kyperským týmem Apollon Limassol, který o hráče stál již dříve. V odvetném zápase 4. předkola Evropské ligy 2014/15 28. srpna 2014 přispěl gólem k výhře 4:1 a postupu do základní skupiny přes ruský klub FK Lokomotiv Moskva.

### Ermis Aradippou
V týmu vydržel jen do konce roku, poté přestoupil do jiného kyperského klubu Ermis Aradippou.

### 1. FK Příbram
V létě 2015 se vrátil do ČR, přijal nabídku Jaroslava Starky, prezidenta 1. FK Příbram. Podepsal dvouletou smlouvu a měl nahradit produktivitu Martina Zemana, který odešel do švýcarského FC Sion. Za Příbram odehrál během dvou sezón 55 ligových zápasů, v nichž nastřílel 9 branek. Po sezóně 2016/17 Příbram sestoupila do druhé české ligy a hráč změnil fotbalovou adresu.

### FK Teplice
V červnu 2017 se dohodl na smlouvě s FK Teplice. V červenci 2018 přestoupil zpět do 1.FK Příbram.

### Klubové statistiky
| 2001/02                  | FK Teplice                   | 1. liga             | 0  | 0  |
|                          | FK Chomutov (host.)          | 2. liga             | 13 | 4  |
| 2002/03                  | FK Teplice                   | 1. liga             | 23 | 2  |
| 2003/04                  | FK Teplice                   | 1. liga             | 13 | 1  |
|                          | AC Sparta Praha              | 1. liga             | 10 | 1  |
| 2004/05                  | AC Sparta Praha              | 1. liga             | 7  | 0  |
| 2005                     | FK Kubáň Krasnodar           | Premier-liga        | 13 | 0  |
| 2006/07                  | FC Viktoria Plzeň            | 1. liga             | 6  | 2  |
|                          | AC Sparta Praha (host.)      | 1. liga             | 19 | 2  |
| 2007/08                  | AC Sparta Praha              | 1. liga             | 16 | 1  |
|                          | Bohemians 1905 (host.)       | 1. liga             | 10 | 2  |
| 2008/09                  | FC Viktoria Plzeň            | 1. liga             | 20 | 3  |
| 2009/10                  | FC Viktoria Plzeň            | 1. liga             | 22 | 3  |
| 2010/11                  | FC Viktoria Plzeň            | 1. liga             | 30 | 11 |
| 2011/12                  | Anorthosis Famagusta (host.) | Kyperská první liga | 26 | 7  |
| 2012/13                  | Anorthosis Famagusta         | Kyperská první liga | 27 | 12 |
| 2013/14                  | Čchang-čchun Ja-tchaj        | 1. liga             | 14 | 3  |
|                          | FC Viktoria Plzeň            | 1. liga             | 4  | 0  |
| 2014/15                  | Apollon Limassol             | Kyperská první liga | 13 | 1  |
|                          | Ermis Aradippou              | Kyperská první liga | 9  | 0  |
| Platí k 7. červenci 2015 |                              |                     |    |    |

## Reprezentační kariéra

### A-mužstvo
Jan Rezek debutoval v A mužstvu české reprezentace 17. listopadu 2010 v přátelském utkání proti domácímu Dánsku, zápas skončil bezbrankovou remízou.
3. září 2011 v kvalifikačním zápase na EURO 2012 proti Skotsku Jan Rezek nasimuloval v 89. minutě pád v pokutovém území domácího týmu  a rozhodčí odpískal penaltu (za stavu 2:1 pro Skotsko). Pokutový kop proměnil Michal Kadlec a utkání skončilo remízou 2:2, Skotsko tak přišlo o důležité 2 body v kvalifikačních dostizích právě s Českou republikou. Český hráč se hájil, že došlo ke kontaktu, který jej rozhodil. V pozdějším rozhovoru uvedl, že situaci sice mohl ustát, ale že by se příště zachoval stejně. Skotský celek cítil velkou křivdu, reprezentační trenér Craig Levein vyzval orgány UEFA, aby Rezkovi udělily dodatečně dvouzápasový trest za nafilmování pádu , což se nestalo. V 92. minutě zápasu se pokusil nafilmovat pád v pokutovém území českého týmu i skotský hráč Christophe Berra, ale neuspěl a dostal žlutou kartu za simulování.
11. října 2011 hrála česká reprezentace v Litvě a zvítězila 1:4, Jan Rezek se na vítězství podílel 2 góly. Díky tomuto výsledku a také porážce Skotska ve Španělsku skončila ČR na druhé příčce (získala 13 bodů) o dva body před třetím Skotskem a postoupila do baráže o EURO 2012 proti Černé Hoře.
Po evropském šampionátu 2012 nastoupil v prvním přátelském utkání nového reprezentačního cyklu 15. srpna 2012 ve Lvově proti domácí Ukrajině (0:0) a 8. září v Kodani proti Dánsku (kvalifikační zápas o MS 2014 v Brazílii, opět 0:0). V dalším utkání v Teplicích proti Finsku 11. září odehrál pouze 8 minut v závěru střetnutí (prohra ČR 0:1). Objevil se v základní sestavě v kvalifikačním zápase proti Maltě a po precizní zpětné přihrávce Jaroslava Plašila vstřelil třetí gól českého mužstva. Po čtyřzápasovém střeleckém trápení českého týmu bez vstřeleného gólu (mimo tří výše zmíněných zápasů ještě prohra 0:1 z evropského šampionátu s Portugalskem)  zvítězila ČR 3:1, v nastaveném čase chytil ještě Petr Čech přísně nařízený pokutový kop. 16. října 2012 nastoupil Rezek v Praze v kvalifikačním zápasu s Bulharskem (0:0). Poté jej reprezentační trenér Michal Bílek přestal povolávat.

#### EURO 2012
Jan Rezek se zúčastnil Mistrovství Evropy ve fotbale 2012, kde český tým vyhrál základní skupinu A se 6 body a pasivním skóre 4:5. Jan Rezek nastoupil v prvním utkání základní skupiny proti Rusku (prohra ČR 1:4) a byl střídán ve 46. minutě Tomášem Hübschmanem. Do druhého utkání proti Řecku nezasáhl (výhra ČR 2:1), ve třetím utkání proti Polsku střídal v 88. minutě Václava Pilaře (výhra ČR 1:0).
Ve čtvrtfinále 21. června 2012 proti Portugalsku střídal v 61. minutě Vladimíra Daridu, nicméně český tým podlehl soupeři gólem Cristiana Ronalda 0:1 a z šampionátu vypadl.

### Reprezentační góly a zápasy
Góly Jana Rezka v A-mužstvu české reprezentace:
| Gól | Datum        | Stadion             | Soupeř   | Skóre (min.) | Výsledek | Soutěž                   |
| --- | ------------ | ------------------- | -------- | ------------ | -------- | ------------------------ |
| 010 | 6. 9. 2011   | Letná, Praha        | Ukrajina | 03:0 0(47.)  | 4:0      | přátelský zápas          |
| 02  | 11. 10. 2011 | Kaunas, Litva       | Litva    | 00:2 0(16.)  | 1:4      | kvalifikace na EURO 2012 |
| 03  | 11. 10. 2011 | Kaunas, Litva       | Litva    | 00:3 0(45.)  | 1:4      | kvalifikace na EURO 2012 |
| 04  | 12. 10. 2012 | Doosan Arena, Plzeň | Malta    | 03:1 0(67.)  | 3:1      | kvalifikace na MS 2014   |

Zápasy Jana Rezka v A-mužstvu české reprezentace 
| Rok    | Zápasy | Góly |
| ------ | ------ | ---- |
| 2010   | 1      | 0    |
| 2011   | 10     | 3    |
| 2012   | 10     | 1    |
| Celkem | 21     | 4    |